# Hans Sachs
Pour les articles homonymes, voir Sachs.
 (novembre 2024).
Hans Sachs, né le 5 novembre 1494 et mort le 19 janvier 1576, est un poète allemand.

## Biographie
Hans Sachs est né à Nuremberg d'un père tailleur. Il fréquente l'École latine de Nuremberg. À 14 ans, il devient apprenti cordonnier. Après son apprentissage, à l'âge de 17 ans, il voyage dans le cadre de son compagnonnage pendant cinq ans. 
On pense qu'il décide de devenir un Meistersinger à Innsbruck en 1513. La même année, il entreprend un apprentissage pour devenir Meistersinger à Munich. Lienhard Nunnenbeck, un tisserand de Nuremberg, est son maître. En 1516, Sachs s'établit à Nuremberg pour le reste de sa vie.
Le 1er septembre 1519, il épouse Kunigunde Creutzer (1512-1560). Il se marie une deuxième fois le septembre 1561 avec une jeune veuve, Barbara Harscher. De son premier mariage, il a cinq filles et deux fils, tous morts avant leur père ; sa deuxième épouse avait six enfants. À partir de 1525, il se rapproche de plus en plus de Martin Luther dont il embrasse la cause et qu'il soutient dans quelques travaux.

## Importance historique

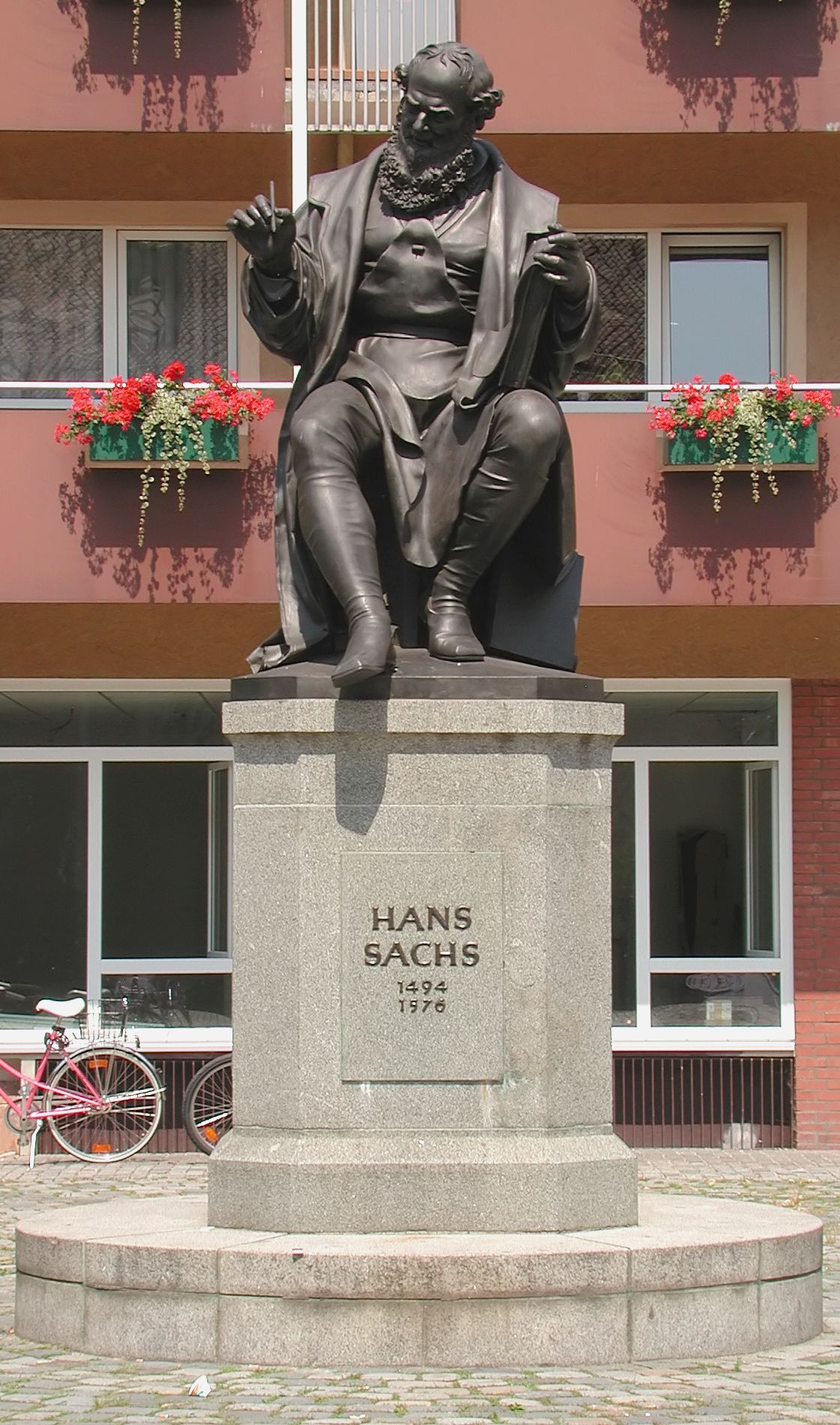
Mémorial de Hans Sachs à Nuremberg.

Hans Sachs est considéré comme le plus doué et le plus célèbre des Meistersingers ; le seul, en fait, qui ait bénéficié d'une renommée durable. C'est celui dont on connaît le mieux l'œuvre. Les règles strictes et la poésie des Meistersingers ont produit un genre vite démodé. 
Les Jeux de carnaval de Sachs sont considérés comme ses meilleures productions et sont toujours joués aujourd'hui. Dans ces œuvres et dans quelques autres, il fait preuve de nouveauté et d'innovations au-delà des règles strictes du Meistersang.

## Œuvres principales

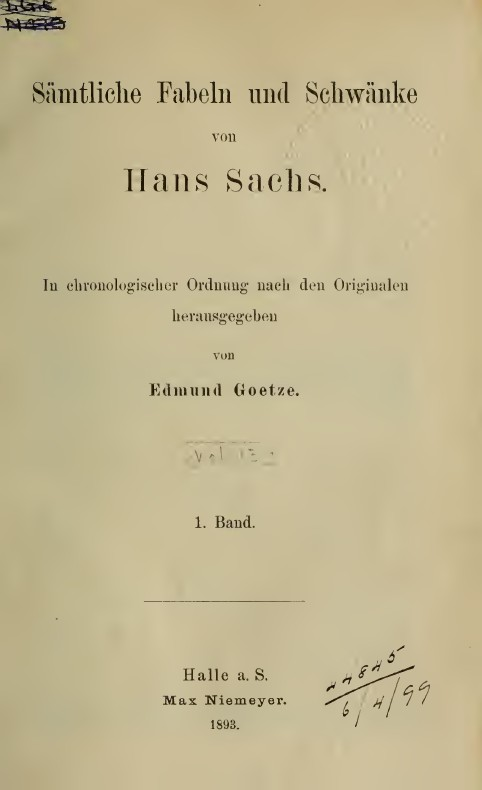
Sämtliche Fabeln und Schwänke. 1 (1893)

On lui doit environ 6 000 œuvres, mais certaines d'entre elles ne sont pas toujours clairement de lui. Il a continué à travailler comme cordonnier toute sa vie (les maîtres chanteurs n'écrivaient pas dans le but d'en vivre).
- Meistersang proprement dit (environ 4 200)
- autres poésies/chansons
- Jeux de carnaval
- Devises rimées pour le Ständebuch (livre d'emblèmes) de Jost Amman
- Tragédies
- Comédies
- Dialogues en prose
- Fables

## Œuvres consacrées à Sachs
- Albert Lortzing (1801-1851) a composé un opéra-comique allemand intitulé Hans Sachs, créé à l'opéra municipal de Leipzig à l'occasion de la célébration de la fête de Gutenberg en août 1840.
- Richard Wagner en a fait un personnage central de son opéra Les Maîtres chanteurs de Nuremberg, utilisant même la mélodie de son chant Le Rossignol de Wittenberg (1523).
- Goethe lui a consacré son Hans Sachsens poetische Sendung